# قرار شام دو نفره
قرار شام دو نفره (به انگلیسی:Dinner Mate) یک مجموعه تلوزیونی محصول کشور کره جنوبی است. سونگ سونگ هون، سو جی هه، لی جی-هون و سون نایون بازیگران اصلی این سریال هستند.

## خلاصه داستان
وو دو هی(سو جی هه) یک تهیه کننده محتوای دیجیتان و کیم هه کیونگ(سونگ سونگ هون) یک روانپزشک خبره است. آن دو به طور اتفاقی با یکدیگر ملاقات کرده با هم شام می خورند. آنها تصمیم می گیرند بدون اطلاع از جزئیات شخصی مانند نام و شغل، صرفا برای خوردن شام و صحبت، با یکدیگر ملاقات کنند و...

## بازیگران
| نام           | کاراکتر      |
| ------------- | ------------ |
| سونگ سونگ هون | کیم هه کیونگ |
| سو جی هه      | وو دو هی     |
| لی جی هون     | جونگ جه هیوک |
| سون نایون     | جین نو اول   |

| نام           | کاراکتر       |
| ------------- | ------------- |
| لي يون-جين    | کانگ گون وو   |
| کیم سو کیونگ  | لی بیونگ جین  |
| جون گوک هیانگ | لی مون جونگ   |
| یه جی-وون     | نام آه یونگ   |
| کو کیو-پیل    | پارک جین کیو  |
| آن ته هوان    | کیم جونگ هوان |
| اوه هه وون    | ایم سو را     |
| جونگ اون-پیو  | وو این هو     |
| یون بوک-این   | جون سونگ جا   |
| پارک هو سان   | کیم هیون یو   |

| نام           | کاراکتر      |
| ------------- | ------------ |
| کیم جونگ-هیون | لی یونگ دونگ |
| جونگ سانگ-هون | پزشک         |
| ته جین آه     | خودش         |